# Eric Vanz de Godoy
Eric Vanz de Godoy, né le 22 octobre 1965 à Nice et mort le 30 novembre 2020 à Val-d'Aigoual,, est un décorateur, marionnettiste, scénariste et réalisateur de films d'animation français.

## Biographie
Eric Vanz de Godoy passe toute sa jeunesse à Nice où il étudie à l'école nationale des arts décoratifs entre 1984 et 1989. Il poursuit sa formation à Paris où il suit des stages de storyboard à l'école Les Gobelins (1989) et de papiers découpés notamment avec Iouri Norstein. Installé depuis l'an 2000 dans les Cévennes gardoises, il y crée un studio indépendant de cinéma d'animation. Il partage ses activités entre la création et  la production ainsi que la création audiovisuelle avec des enfants et des détenus.

## Cinéma d'animation

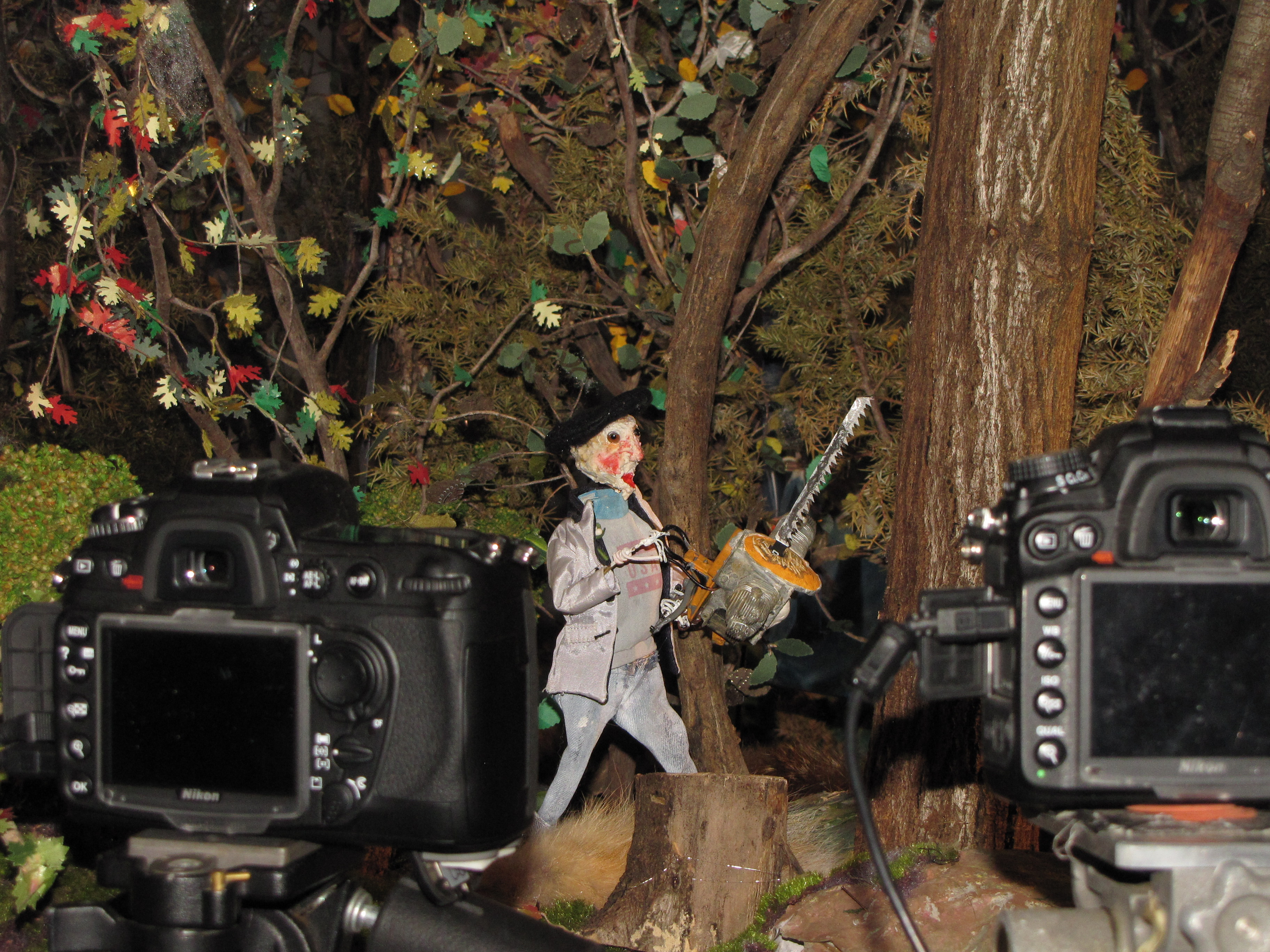
Appareils photographiques utilisés sur le tournage du film PAN en 2013

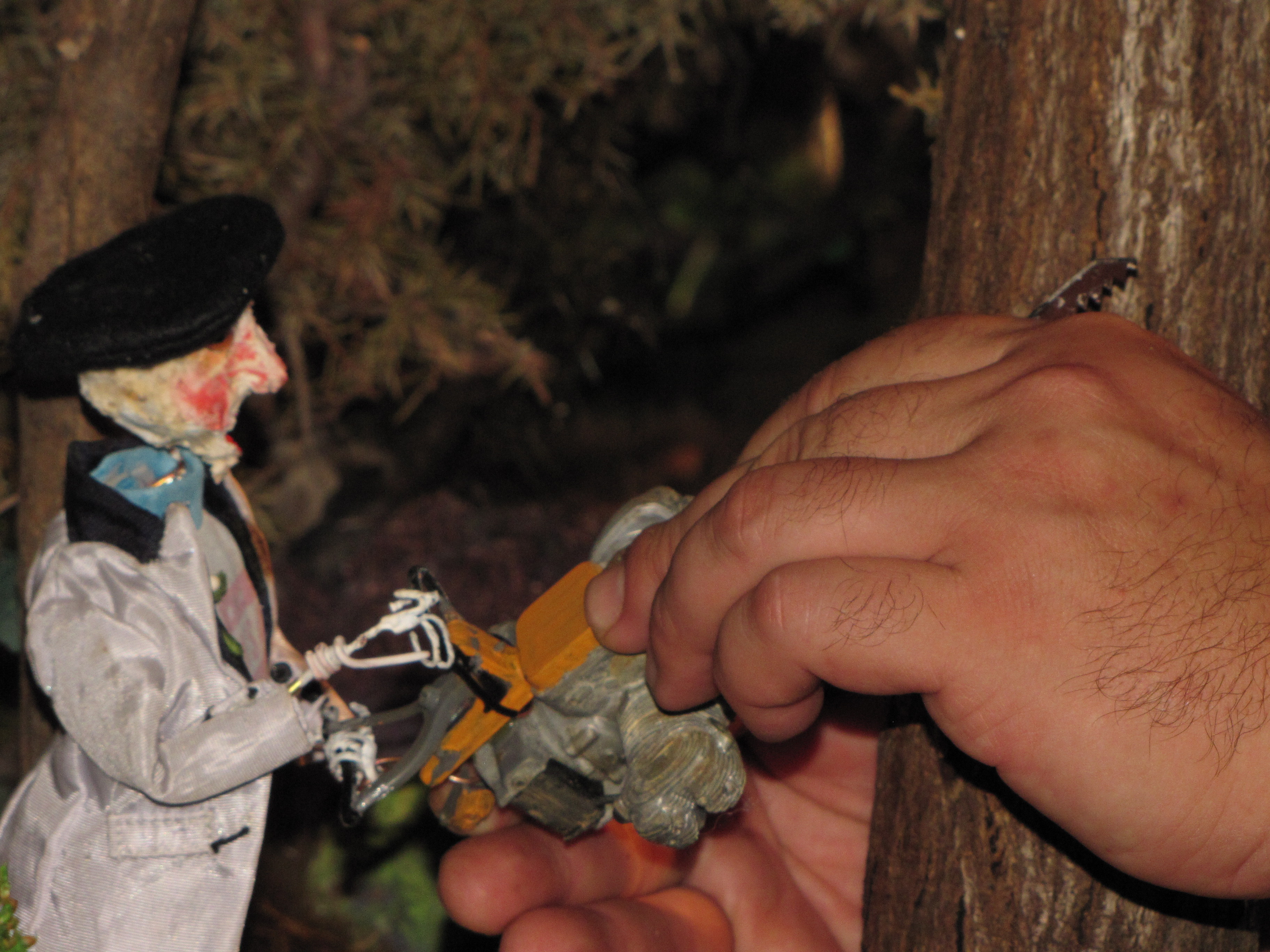
Animation d'une marionnette pendant le tournage du film Pan en juillet 2013

Eric Vanz de Godoy est un réalisateur de films d'animation. Depuis son premier court-métrage, Vertiges, réalisé de 1991 à 1993 tourné à la femis, il utilise la technique de l'animation image par image pour animer des marionnettes qu'il crée lui-même à l'aide de feuilles de plomb articulées au moyen de fils de cuivre. Il conçoit également le scénario et les décors de ses films. Il tourne ses cinq premiers films en utilisant une caméra 35 mm une cameréclair de 1932. En 2009, il publie un DVD regroupant ses cinq premiers courts-métrages. Depuis 2013, il tourne avec des appareils photo numériques reliés à un ordinateur.  
En 2019, il commence le tournage de son dernier film d'animation, La mer des histoires.  
Dans ses films, il anime les vieux objets qu'il aime chiner aux puces pour raconter des histoires inspirées de contes traditionnels. Ses tableaux animés évoquent « autant les rouages du grand horloger Calder qu'un songe de Jérôme Bosch. » Ses sources d'inspiration sont multiples : les contes populaires, les grands mythes de la littérature et l'archéologie.  

## Filmographie
- 1993 : Vertiges, 8 min 30 s, tourné en 35 mm
- 1997 : Le grand faucheux, 17 min, tourné en 35 mm
- 2002 : Quichotte, 31 min, tourné en 35 mm
- 2006 : Ange ! Rêve ![12] 13 min 35 s, tourné en 35 mm
- 2009 : Eléftèria[13],[14], 32 min, tourné en 35 mm
- 2014 : Pan, la nature de l'homme[15], d'après la nouvelle éponyme de Jean Giono, 20 min 40 s, tourné en numérique
- 2017 : La Petite Danseuse du Moulin Rouge, 20 min, tourné en numérique
- 2020 : La mer des histoires, 36 min 19, tourné en numérique, montage achevé par son équipe après son décès. Les dernières séquences n'ayant pas pu être tournées par le réalisateur, la fin du scénario est dite et chantée par sa fille sur les images du générique.